# Имчаг
Имчаг (баш. Имсәк) — деревня в Шаранском районе Республики Башкортостан Российской Федерации. Входит в состав Писаревского сельсовета. 

## География

### Географическое положение
Находится на речке Имчак. Расстояние до:
- районного центра (Шаран): 27 км,
- центра сельсовета (Писарево): 2 км,
- ближайшей ж/д станции (Туймазы): 57 км.

## История
В 1896 году в деревне Имчак Никольской волости VI стана Белебеевского уезда Уфимской губернии — 33 двора, 216 жителей (119 мужчин, 97 женщин), хлебозапасный магазин.
В 1920 году по официальным данным в деревне Шаранской волости Белебеевского уезда 45 дворов и 266 жителей (124 мужчины, 142 женщины), по данным подворного подсчёта — 206 чувашей и 59 русских в 48 хозяйствах.
В 1926 году деревня относилась к Шаранской волости Белебеевского кантона Башкирской АССР.
Обозначена на карте 1982 года как деревня с населением около 40 человек.
В 1989 году население — 31 человек (14 мужчин, 17 женщин).
В 2002 году — 20 человек (12 мужчин, 8 женщин), чуваши (75 %).
В 2010 году — 9 человек (4 мужчины, 5 женщин).

## Население
| 2002 | 2009 | 2010 |
| ---- | ---- | ---- |
| 20   | ↘12  | ↘9   |